# Adelaide Entertainment Centre
Het Adelaide Entertainment Centre (AEC) is een overdekte arena in de Zuid-Australische hoofdstad Adelaide. Het is een belangrijk gebouw voor sport- en entertainmentevenementen, concerten en andere attracties in Adelaide.
De arena is gelegen aan de Port Road in de buitenwijk Hindmarsh, net ten noordwesten van het stadscentrum van Adelaide. Met moderne architectuur en akoestiek, feestzalen en catering biedt het AEC elk jaar gelegenheid voor live entertainment aan honderdduizenden mensen.
In 2010 werd het Adelaide Entertainment Centre verbouwd voor een prijs van $ 52 miljoen.

## Functies
De arena heeft een grote foyer, een evenementenarena, zeven zalen, parkeerplaatsen, logistieke faciliteiten en kantoren. De arena is het grootste auditorium in Zuid-Australië. 
Het centrum kan op verschillende manieren worden gebruikt, waaronder een 'intieme' modus (2000-4500 gebruikers), eindfase-modus (4500-7500 gebruikers) en '360 graden'-modus. Het heeft een algemene toegangsvloer en zitplaatsen op bedrijfsniveau met een maximale capaciteit van 11.300 plaatsen, waardoor het de op vier na grootste Australische arena is, namelijk na de Sydney Super Dome (Qudos; 21.000), Melbourne's Rod Laver Arena (16.200), de Perth Arena (14.856) en het Brisbane Entertainment Centre (de Rod Laver- en de Perth-arena hebben intrekbare daken).